# Floriana Casellato
Floriana Casellato (Maserada sul Piave, 8 gennaio 1956) è una politica italiana.

## Biografia
In giovane età aderisce al Partito Comunista Italiano e nel 1976 viene eletta consigliere comunale di Maserada sul Piave (TV). Ha ricoperto tale carica (confluendo successivamente nel PDS e poi nei DS) sino alle elezioni del 2004, quando è stata eletta sindaco per una lista civica di centrosinistra. È stata riconfermata alle elezioni del 2009.
Alle elezioni del 2011 è la candidata per la coalizione di centro-sinistra alla presidenza della provincia di Treviso, venendo però sconfitta dal leghista Leonardo Muraro.
Nel dicembre 2012 si presenta alle primarie per la scelta dei candidati parlamentari del PD in vista delle elezioni del 2013, risultando con 3 061 voti la seconda classificata in provincia di Treviso; viene quindi candidata ed eletta alla Camera dei deputati. Rimane in carica per l'intera XVII legislatura, fino al marzo 2018.
Nel 2024 si ricandida a sindaca di Maserada sul Piave, venendo sconfitta per soli 79 voti dall'uscente Lamberto Marini.